# Zamayón
Zamayón – gmina w Hiszpanii, w prowincji Salamanka, w Kastylii i León, o powierzchni 30,9 km². W 2011 roku gmina liczyła 189 mieszkańców.